# Henschel Hs 123
Die Henschel Hs 123 war ein einsitziger, einmotoriger Doppeldecker, der als leichtes Sturzkampfflugzeug und als Erdkampfflugzeug eingesetzt wurde.

## Geschichte

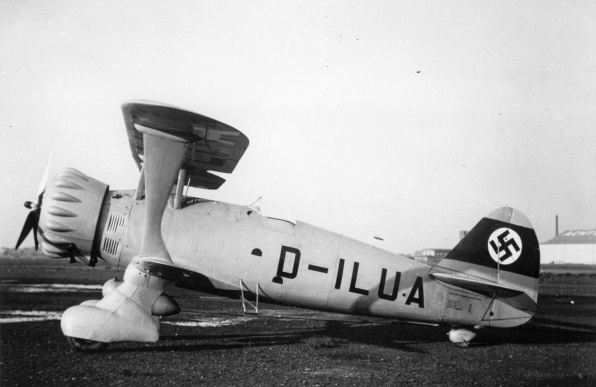
Henschel Hs 123 V1

Im Februar 1934 schrieb das Heereswaffenamt einen Konstruktionswettbewerb aus, bei dem ein leichtes, einsitziges Sturzkampfflugzeug verlangt wurde. Dies geschah auf Betreiben von Ernst Udet, der Anfang der 1930er Jahre in den Vereinigten Staaten die erfolgreichen Versuche des Sturzkampfbomberprinzips beobachten konnte. Am Wettbewerb waren neben der Henschel Flugzeug-Werke noch die Hamburger Flugzeugbau, eine Tochtergesellschaft von Blohm & Voss, und ab 1935 Fieseler beteiligt; alle drei Firmen erhielten den Auftrag zum Bau von Prototypen. Richard Vogt von der Hamburger Flugzeugbau entwickelte die Ha 137, einen Eindecker mit Knickflügeln und starrem Fahrwerk und Gerhard Fieseler den Doppeldecker Fi 98. Auch Henschels Chefkonstrukteur Friedrich Nicolaus entwarf ab dem 8. Februar 1934 einen Doppeldecker, dessen Attrappe am 2. Juni 1934 besichtigt wurde. Die Konstruktionsarbeiten begannen am 20. des Monats, der Bau des Prototyps Hs 123 V1 Mitte Oktober. Der Flugklartermin wurde auf den 1. April 1935 festgelegt, sein Erstflug mit dem zivilen Kennzeichen D-ILUA erfolgte einen Tag später. Udet persönlich probierte die Maschine bei einer Vorführung vor Vertretern der Luftwaffe in Johannisthal am 8. Mai 1935 aus.

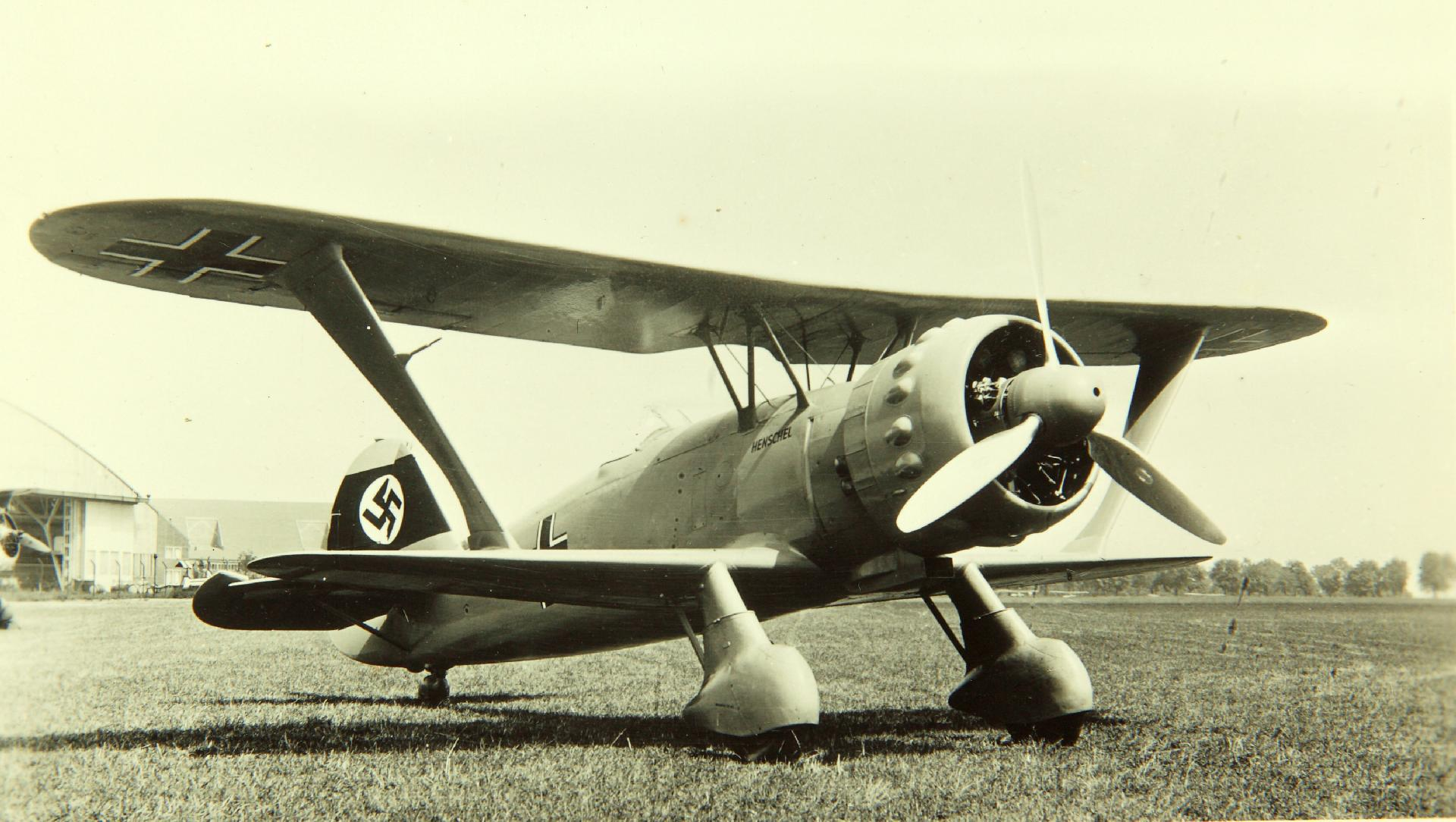
Hs 123 V5 ca. 1937–38

Durch das Fehlen einer Motorbremse kam der Motor bei steilen Sturzflügen auf Übertouren und überdrehte, so dass eine Sturzwinkelbegrenzung auf 70° festgelegt wurde. Außerdem erwies sich, dass die Abgase durch die Schlitze der Steuerzüge zum Leitwerk ins Pilotencockpit eintraten. Der zweite Prototyp V2 erhielt daher eine überdimensionale und glatte NACA-Haube ohne die markanten Dellen für die Zylinderköpfe und einen Sternmotor Wright R-1820 F52 Cyclone mit 770 PS Startleistung, wurde aber nach einem Landeunfall auf den BMW 132A umgerüstet und als Hs 123 V8 zum Vorbild der Serienproduktion. Weitere Prototypen folgten, die V4 wurde zur Mustermaschine der A-Serie. Die V5 mit BMW 132K und VDM-Luftschraube wurde zum Musterflugzeug für die B-Serie. Dieses Flugzeug nahm 1937 am Internationalen Flugmeeting im schweizerischen Dübendorf teil. Schließlich folgte die V6 als Musterflugzeug für die C-Serie. Die geplante Weiterentwicklung mit geschlossener Kabine, stärkeren Motor BMW 123K mit 960 PS Startleistung und einer verstärkten Bewaffnung wurde zu Gunsten der Ju 87 aufgegeben.
Die mit einem Neunzylinder-Motor BMW 132 Dc ausgestatteten Maschinen der A-1-Reihe erreichten eine Höchstgeschwindigkeit von 345 km/h und eine Steigrate von 900 m/min bei einer Dienstgipfelhöhe von 9000 m und einer Reichweite von 850 km. Die Bewaffnung bestand aus zwei MG 17 und bis zu 200 kg an Bomben. Die Maschinen waren 8,3 m lang, 3,2 m hoch und hatten eine Spannweite von 10,5 m. Sie wogen leer 1504 kg, das maximale Einsatzgewicht betrug 2217 kg. Die B-Reihe unterschied sich nur durch verstärkte Blechbeplankung des Oberflügels.
Als das Reichsluftfahrtministerium 1936 schließlich einen Sturzkampfbomber ausschrieb, fand die Hs 123 bereits keine Beachtung mehr, da ein moderner Eindecker mit geschlossener Kabine gefordert wurde. Die entsprechende Ausschreibung für ein schweres, zweisitziges Sturzkampfflugzeug, für die Arado die Ar 81, Heinkel die He 118 und Junkers die Ju 87 entwickelten, hat also mit der Konstruktion der Hs 123 nichts zu tun. Beide Vorgänge werden aber in der Literatur häufig durcheinander geworfen. Allerdings trug die Hs 123 wesentlich dazu bei, vom Konzept des Sturzkampfbombers zu überzeugen.
Bis zum Auslaufen der Produktion Mitte 1937 wurden 250 Hs 123 gebaut (7 Prototypen, 16 Vorserienmaschinen A-0 und 229 Serienmaschinen A-1 und B-1).
Bei den von Juni 1935 bis Januar 1936 folgenden Tests der drei Wettbewerbstypen in Rechlin erwies sich die Hs 123 ihren Konkurrenten überlegen und wurde zum Sieger des Wettbewerbs. Die Serienfertigung lief 1936 an.

## Konstruktion
Die Hs 123 war ein Anderthalbdecker mit festem Fahrwerk, offenem Cockpit und Normalleitwerk in Ganzmetallbauweise, einem in Schalenbauweise ausgeführten Rumpf und dem BMW-132-Motor. Das weit nach hinten gerückte Cockpit bot gute Sicht nach unten und oben. Die zweiteilige, teilweise nach unten stoffbespannte Tragfläche war mit einer breiten I-Strebe mit dem kleinen Unterflügel verbunden und verfügte über ausgeglichene Querruder, die untere Tragfläche über Spreiz-Landeklappen. Auch die Ruder waren alle stoffbespannt. Besonders auffällig war auch die markante mit Dellen für die Zylinderköpfe versehene NACA-Motorhaube.

## Produktionszahlen
Die Serienproduktion der Hs 123 begann im Oktober 1936 und endete im Dezember 1937.
| Version  | Henschel | Ago | Summe | Bemerkung                   |
| -------- | -------- | --- | ----- | --------------------------- |
| V-Muster | 4        |     | 4     | W.-Nr. 265–267, 670 V1–V4   |
| A-0      | 7        |     | 7     | W.-Nr. 628–634              |
| B-0      | 10       |     | 10    | W.-Nr. 788–797, incl. V5+V6 |
| A/B      | 115      | 129 | 244   |                             |
| Summe    | 136      | 129 | 265   |                             |

12 Hs 123 A wurden im März und April 1938 nach China exportiert und bei der 15. Staffel der chinesischen Luftwaffe eingesetzt. Die Legion Condor setzte 18 Hs 123 ein, von denen 12 an Spanien übergeben wurden.

## Einsatz

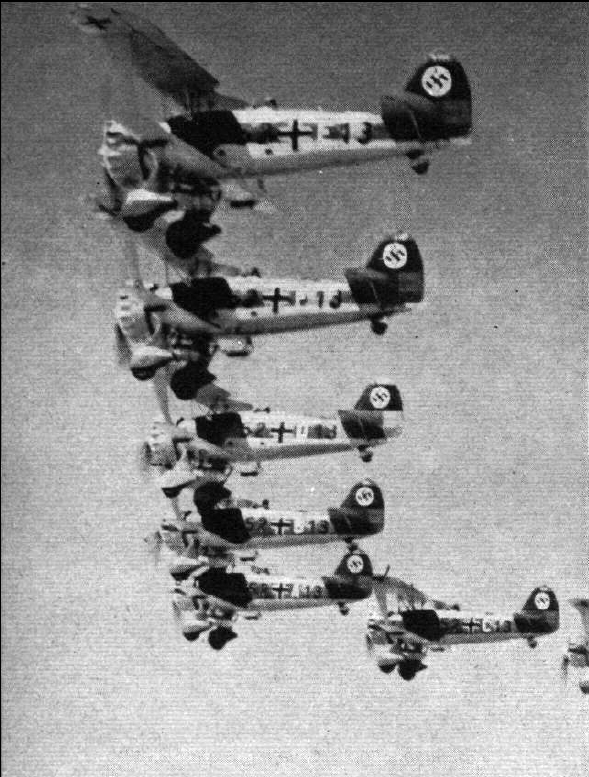
Vorkriegsaufnahme einer Staffel Henschel Hs 123A

Fünf Hs 123 wurden im Spanischen Bürgerkrieg von der Legion Condor erprobt. Zunächst als Jagdbomber eingesetzt wurden die Maschinen (spanischer Spitzname „Angelito“) jedoch bald von der Messerschmitt Bf 109 abgelöst und als Sturzkampfbomber eingesetzt. Die spanische Luftwaffe erhielt später 16 Maschinen Hs 123 A-1. Weitere 12 Hs 123 A-1 wurden 1938 an die nationalchinesischen Luftstreitkräfte verkauft.
Mit Erscheinen der Junkers Ju 87 wurde die Hs 123 als Sturzkampfflugzeug zwar als veraltet angesehen, sie erwies sich aber im Gefechtseinsatz als besonders effizient. Die einfache Technik und die robuste Bauweise erlaubten einen Einsatz von vorgeschobenen Feldflugplätzen aus, verbunden mit enger Tuchfühlung mit den schnell vorstoßenden Bodentruppen des Heeres der Wehrmacht. Während die Ju 87 als taktischer Bomber im Hinterland gegen wichtige Punktziele eingesetzt wurde, wurde mit den verbliebenen Hs 123 eine Schlachtfliegergruppe aufgestellt, die den Auftrag hatte, direkt in die Gefechte der Infanterie am Boden einzugreifen. Die Hs 123 kam 1939 bei der Besetzung der sogenannten Rest-Tschechei und beim Überfall auf Polen zum Einsatz; sie bewährte sich dabei dermaßen, dass das Flugzeug auch im Westfeldzug zum Einsatz kam, z. B. die mit Hs 123 ausgerüstete II. (Schlacht-)/LG 2, die maßgeblich am Übergang über die Maas bei Sedan beteiligt war. Anschließend sollten die verbliebenen Hs 123 an die Flugschulen abgegeben werden.
Auch beim folgenden Balkanfeldzug kam die im Landserjargon „Einszweidrei“ oder „Obergefreiter“ genannte Maschine zum Einsatz und trug dort ebenfalls oftmals die Hauptlast der Schlachtfliegerei. Die Hs 123 der II. (Schlacht-)/LG 2 waren im rollenden Einsatz oft den ganzen Tag im Einsatz und 1941 der Flugzeugtyp mit den meisten Kampfeinsätzen. An der Ostfront wurde der Typ auch für Erdkampfeinsätze und Nachtschlachteinsätze eingesetzt, bei dem vor allem Störangriffe geflogen wurden. Gegenüber ihrem sowjetischen Gegenstück in dieser Rolle, dem leichten Schulflugzeug Polikarpow Po-2, war die Henschel Hs 123 dabei weit leistungsfähiger. Zudem war sie äußerst manövrierfähig und so robust, dass sie auch Einsätze unter schwerem Beschuss überstand. Im Jahre 1942 bildete sie den Haupttyp der neu gebildeten Nahkampf-Fliegerverbände. So verfügte die neuaufgestellte II. Gruppe des Schlachtgeschwaders 1 neben der Henschel Hs 129 auch über die Hs 123. An der Ostfront blieb sie bis 1944 im Einsatz. Ihr Neubau wurde von der Truppe gefordert, jedoch war dies aufgrund der 1938 veranlassten Verschrottung von Bauvorrichtungen und Werkzeugsätzen nicht mehr möglich.

## Varianten

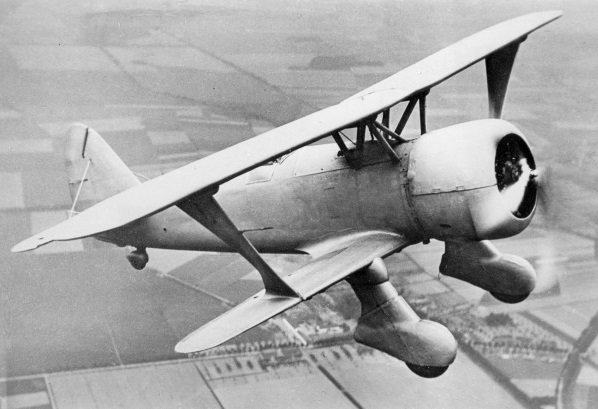
Hs 123 V2 mit glatter NACA-Haube

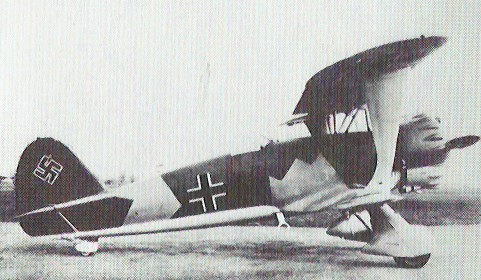
Hs 123 vor 1939

Hs 123 V1Prototyp (D-ILUA, Werknummer 265) mit BMW 132A (725 PS) und 3-Blatt-Propeller
Hs 123 V2Prototyp (WkNr. 266), zuerst mit Wright Cyclone G R-1820-F 52 (770 PS), nach Unfall als Hs 123 V8 mit BMW 132A (725 PS)
Hs 123 V3Prototyp (D-IKOU, WkNr. 267), mit BMW 132A (660 PS)
Hs 123 V4Prototyp (D-IZXY, WkNr. 670), mit BMW 132A (660 PS), Musterflugzeug für die A-0-Serie
Hs 123 V5Prototyp (D-INRA, WkNr. 796), zuerst mit BMW 132G (830 PS), später BMW 132J (910 PS), dann BMW 132K V109A (960 PS) und Dreiblattpropeller
Hs 123 V6Prototyp (D-IHDI, WkNr. 797), BMW 132J (910 PS) oder BMW 132K (960 PS) und Dreiblattpropeller, geschlossenes Cockpit, Bewaffnung mit 4 MGs, größere interne Treibstoffkapazität, Bombenlast bis 500 kg
Hs 123 V7Prototyp (D-IUPO) mit BMW 132K V110
Hs 123 A-0Vorserienflugzeuge, 16 gebaut, WkNr. 628–635 und 788–795
Hs 123 A-1/B-1Serienversion, 229 gebaut (100 von Henschel, 129 von AGO)
Hs 123 Cgeplante Serienversion der Hs 123 V6, nicht gebaut

## Technische Daten

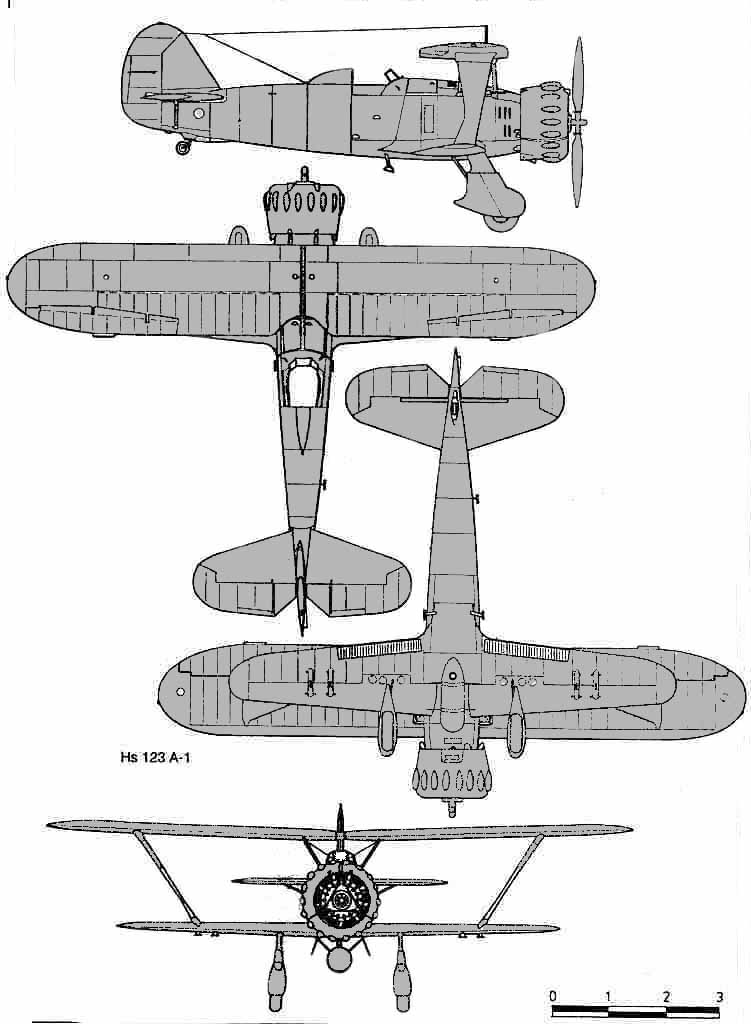
Hs 123 A-1

| Kenngröße             | Daten Henschel Hs 123 A-1                                                           |
| --------------------- | ----------------------------------------------------------------------------------- |
| Besatzung             | 1                                                                                   |
| Länge                 | 8,33 m                                                                              |
| Spannweite            | 10,50 m oben, 8,00 m unten                                                          |
| Flügelfläche          | 24,85 m²                                                                            |
| Höhe                  | 3,20 m                                                                              |
| Leermasse             | 1500 kg                                                                             |
| Startmasse            | 2215 kg                                                                             |
| Höchstgeschwindigkeit | 340 km/h in 1200 m Höhe                                                             |
| Dienstgipfelhöhe      | 9000 m                                                                              |
| Reichweite            | 855 km (mit 150-l-Zusatztank)                                                       |
| Triebwerke            | 1 × BMW 132 Dc Sternmotor, 647 kW (880 PS)                                          |
| Bewaffnung            | 2 × 7,92-mm-MG 17, max. 450 kg Bomben, alternativ max. 200 kg Bomben und Zusatztank |